# جون ميرفي (لاعب كرة قاعدة)
جون ميرفي (بالإنجليزية: John Murphy)‏ هو لاعب كرة قاعدة أمريكي، ولد في 20 مايو 1879 في نيو هيفن في الولايات المتحدة، وتوفي في 20 أبريل 1949 في Andover, Massachusetts ‏ في الولايات المتحدة.

## وصلات خارجية
- جون ميرفي على موقعبيزبول رفرنس.كوم (الدوري الرئيسي) (الإنجليزية)
- جون ميرفي على موقعبيزبول رفرنس.كوم (الدوري الثانوي) (الإنجليزية)